# Leprakreuz bei Lüderbach

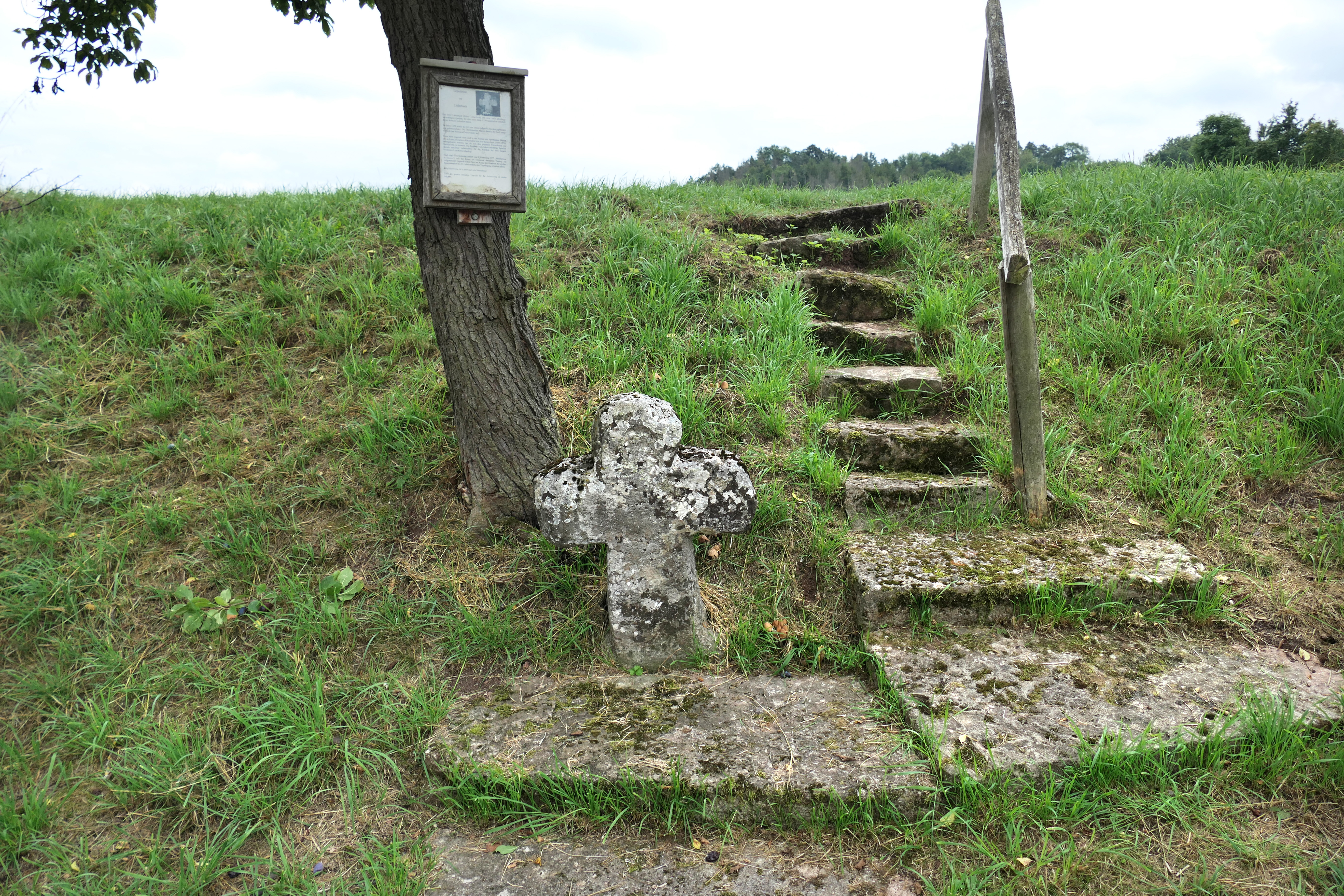
Das Leprakreuz bei Lüderbach

Das mehr als 70 Zentimeter hohe und rund 60 Zentimeter breite Leprakreuz bei Lüderbach hat die Form eines Lateinischen Kreuzes. Es ist eines der historischen Flurdenkmale, die als Zeugen vergangener Zeiten noch in alten Kulturlandschaften zu finden sind. Der Grund für die Aufstellung ist nicht mehr bekannt, es fehlen jegliche zeitgenössischen schriftlichen Zeugnisse. Nur einige volkstümliche Legenden ranken sich um das Steinkreuz aus Kalkstein. Dazu gehört eine Erzählung, dass hier die an Lepra erkrankten Teilnehmer der Kreuzzüge nach ihrer Rückkehr versorgt wurden und in einer anderen Version, dass es Pestkranke waren, denen man nur bis zu dem Steinkreuz die Nahrung bringen durfte.

## Standort
Das Leprakreuz befindet sich etwa fünfhundert Meter südöstlich von Lüderbach, einem Ortsteil der Gemeinde Ringgau im nordhessischen Werra-Meißner-Kreis. Es steht nahe der Landesgrenze zu Thüringen, unterhalb des Kirchbergs, auf dem das Grabmal in Pyramidenform der Familie von Capellan errichtet wurde.

## Geschichte
Nach mündlichen Überlieferungen hat das Dorf bis in die erste Hälfte des 14. Jahrhunderts in dem Bereich des Steinkreuzes gestanden. Die damals Luderbech genannte Ortschaft soll im Jahre 1329 von umherziehenden Räuberhorden geplündert und niedergebrannt worden sein. Es war eine Zeit, in der sich das Klima deutlich abgekühlt hatte und mit der Kälte und den Unwettern die Landwirtschaft die stark angestiegene Bevölkerung nicht mehr ernähren konnte. Zu dem Mangel, als Folge der Klimaverschlechterung, kamen in vielen Gegenden Seuchen, Kriege und politische Umbrüche. Das Bandenwesen nahm überhand und die bisherigen Moralvorstellungen galten nicht mehr.
Die überlebenden Einwohner bauten später ihr Dorf rund fünfhundert Meter weiter westlich an seinem heutigen Platz wieder auf und nach einer alten Erzählung wurden in den Ruinen des abgebrannten Ortes die an der Lepra erkrankten Rückkehrer der Kreuzzüge aus der Umgebung untergebracht. Um die gesunden Einwohner zu schützen, durften die mildtätigen Spender nur bis zu dem Leprakreuz gehen, um den Kranken Lebensmittel und die Sachen für den täglichen Bedarf zu bringen. Das Läuten einer Glocke, die sich neben dem Kreuz befunden haben soll, war für die Erkrankten das Zeichen dafür, dass etwas abgelegt wurde. Da die Kreuzzüge in das Heilige Land in der Zeit zwischen 1095/99 und dem 13. Jahrhundert stattfanden, ist anzunehmen, dass es sich hier nur um eine Legende handelt.
Nach einer anderen Version soll das Kreuz an eine Pestepidemie in Lüderbach erinnern. In der von Heinrich Riebeling wiedergegebenen Überlieferung war das Steinkreuz ein Grenzmal, um gesunde Einwohner bei der Versorgung der Kranken vor Ansteckungen zu schützen.
Möglicherweise ist das Lüderbacher Steinkreuz aber auch als ein Sühnekreuz errichtet worden, bei dem der Grund der Aufstellung in Vergessenheit geraten ist. „Das fast völlige Aussterben der Altbevölkerung im Dreißigjährigen Krieg“, so Riebeling, „hat im Volk jede Erinnerung an die einstige Errichtungsursache ausgelöscht. Geblieben ist die Vorstellung von einem unheimlichen Geschehen, das mit dem Kreuz in Verbindung gebracht wird ...“.

## Schutz

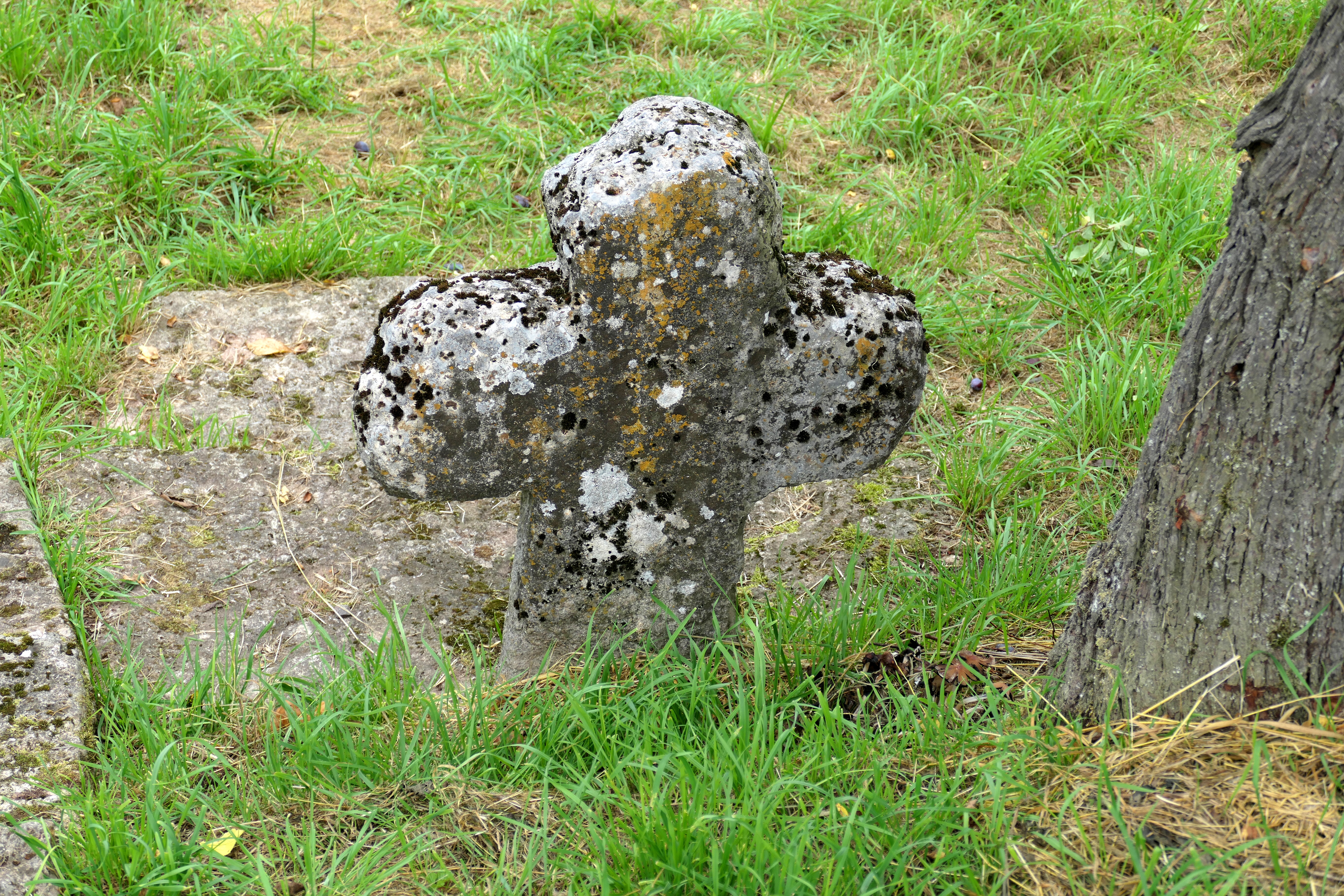
Rückseite

Kleindenkmale, wie das Leprakreuz bei Lüderbach, sind als Zeugen vergangener Zeiten, vor allem aus volkskundlichen, religions- und landesgeschichtlichen Gründen, geschützte Kulturdenkmale. In dem topographischen Handbuch von Heinrich Riebeling, „Steinkreuze und Kreuzsteine in Hessen“ hat das Steinkreuz die Katalognummer 4926.3 und im Denkmalverzeichnis des Landes Hessen die Nummer 39277.

## Besucherhinweis
Unweit des Leprakreuzes führen ein Rundwanderweg, ein Pilgerpfad und ein Radwanderweg vorbei:
- Premiumwanderweg „P21 Point India“, eine rund 14 km lange Tour, die in den Gemarkungen von Lüderbach und dem thüringischen Ifta verläuft. Namensgebend für den Rundwanderweg war der Aussichtsturm Point India, das Relikt eines US-Militärstützpunktes an der ehemaligen innerdeutschen Grenze.[8]
- Elisabethpfad und weitgehend auf gleicher Strecke der Weg der Jakobspilger. Sie führen von der Wartburg in Eisenach zur Elisabethkirche in Marburg sowie
- der rund 110 km lange „Herkules-Wartburg-Radweg“, der die UNESCO-Weltkulturerbestätten Bergpark Wilhelmshöhe in Kassel und die Wartburg in Eisenach verbindet.